# Dunnose Head
Koordinaten: 51° 45′ 20,7″ S, 60° 25′ 7,3″ W
Dunnose Head ist einer der westlichsten Wohnplätze auf der sehr dünn besiedelten Westfalkland-Insel. Die Ansiedlung besteht aus einer gleichnamigen Farm, auf der Schafzucht betrieben wird. Die Farm liegt einsam auf einer Halbinsel etwa 80 Kilometer südwestlich von Port Howard. Sie ist nur durch einen unbefestigten Fahrweg zu erreichen.